# I Am (Macan)
I Am è il quarto album in studio del rapper e cantante russo Macan, pubblicato il 19 luglio 2024 dalla Golden Sound.
Il disco, promosso dall'omonima tournée musicale con date nelle principali arene nazionali, contiene la traccia Zanovo, finita in lizza per il premio Viktorija al miglior artista hip hop. Si tratta inoltre dell'LP più consumato dell'intero anno su VK Muzyka e Yandex Music.
Le tracce Privykaju e Kak je sono state le uniche a fare l'entrata nella neonata Top Internet Hits Russia Weekly Chart della Tophit nel marzo 2025.

## Tracce
Testi e musiche di Andrej Kosolapov, eccetto dove indicato.
1. Intro – 2:03 (musica: Egor Žurenko)
2. I Am – 3:05 (musica: Artur Babaev)
3. TSM – 2:40 (musica: Matvej Kodenko, Aleksandr Moisenko)
4. Zanovo – 2:00 (musica: Egor Lytov)
5. Privykaju (con A.V.G) – 2:54 (testo: Andrej Kosolapov, Aleksanjan Valiko – musica: Artur Babaev)
6. Moskva bežit – 2:25
7. Salut – 2:30 (musica: Farid Bayramov)
8. Sgorel – 2:09 (musica: Kemelov Taukekhan)
9. A u menja – 2:09 (musica: Egor Žurenko)
10. Vsë pravil'no (con Jakone) – 1:47 (testo: Andrej Kosolapov, Aram Bajtalov – musica: Nariman Falulov)
11. 21+ – 2:15 (musica: Aleksandr Moisenko)
12. Vsë ravno (con Loc-Dog) – 2:18 (testo: Andrej Kosolapov, Aleksandr Žvakin – musica: David Bajtalov)
13. Kak je (feat. Kiliana) – 2:33 (musica: Timur Bakirov)
14. Ja choču s toboj (feat. Scirena) – 3:17 (musica: Egor Žurenko)
15. Begi – 1:53 (musica: Théo Berbel)
16. Detstvo na kuchne i okna (feat. Sister) – 3:06 (musica: Théo Berbel)
17. Vsë budet chorošo – 2:46 (musica: Roman Kurnosenko)
18. Esli Bog s nami (con Hugos) – 4:03 (testo: Andrej Kosolapov, Arkadij Sanasarjan – musica: Dan-Ivar Sigbjørnsen)
19. Pervaja bukva imeni – 2:50 (musica: Théo Berbel)
20. Vzgljady – 2:38
21. Sunshine – 3:48 (musica: Artur Babaev)